# SN 2011am
SN 2011am – supernowa typu Ib odkryta 27 lutego 2011 roku w galaktyce NGC 4219. W momencie odkrycia miała maksymalną jasność 17,40m.